# Cantón de Bourgoin-Jallieu-Norte
El cantón de Bourgoin-Jallieu-Norte era una división administrativa francesa, que estaba situada en el departamento de Isère y la región de Ródano-Alpes.

## Composición
El cantón estaba formado por cinco comunas, más una fracción de la comuna que le daba su nombre:
- Bourgoin-Jallieu (fracción)
- Ruy
- Saint-Chef
- Saint-Marcel-Bel-Accueil
- Saint-Savin
- Salagnon

## Supresión del cantón de Bourgoin-Jallieu-Norte
En aplicación del Decreto nº 2014-180 de 18 de febrero de 2014, el cantón de Bourgoin-Jallieu-Norte fue suprimido el 22 de marzo de 2015 y sus 6 comunas pasaron a formar parte del nuevo cantón de Bourgoin-Jallieu.